# Francesc Macià
Francesc Macià i Llussà, est un militaire et homme politique catalan, né le 21 octobre 1859 à Vilanova i la Geltrú et mort le 25 décembre 1933 à Barcelone.
Membre de la Gauche républicaine de Catalogne, il est président de la généralité de Catalogne de 1931 à 1933.

## Biographie

### Carrière militaire
À 15 ans, Francesc Macià est admis à l'académie d'ingénieurs militaires de Guadalajara. Après cinq ans d'études, il devient lieutenant à Madrid dans la section télégraphe. Il est ensuite promu à Séville comme capitaine en 1882 puis est muté à Lérida en Catalogne.
Il y rencontre la fille d´un propriétaire terrien, Eugénie Lamarca, qu'il épouse en 1888.
Il atteint le grade de lieutenant-colonel.

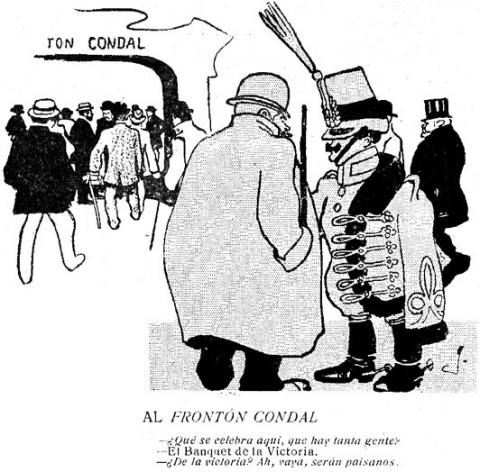
Dessin qui a provoqué les incidents du ¡Cu-Cut!

 : le militaire ne comprend pas que des Catalans puissent fêter une victoire alors que l'Espagne vient de subir une cuisante défaite face aux États-Unis, laquelle lui fait perdre de nombreuses colonies.
Cependant, il doit quitter la carrière militaire le 25 novembre 1905 à la suite des événements connus sous le nom d'« incidents du ¡Cu-Cut! » qu'il a condamnés : la rédaction du journal satirique ¡Cu-Cut! ainsi que celle de La Veu de Catalunya, et aussi le siège du parti Lliga Regionalista, ont été vandalisés par un groupe d’officiers de la garnison de Barcelone, en réaction à une caricature antimilitariste de Junceda. Au lieu de prendre des dispositions contre les agresseurs, le tribunal militaire leur donne raison et ce sont les auteurs des caricatures qui sont mis en cause, en vertu de la loi des Juridictions qui est alors votée, laquelle condamne notamment les atteintes à l'honneur de l’armée. À la suite de ces événements, le mouvement Solidaritat Catalana (« Solidarité catalane ») se crée, et Macià commence sa vie politique.

### Carrière politique
Revenu à la vie civile, Francesc Macià se présente aux élections législatives du 21 avril 1907, sous la bannière de Solidaritat Catalana, pour Barcelone et les Borges Blanques, d'où était originaire sa famille. L'écrasante victoire de cette formation (44 des 47 députés de Catalogne) le rattrape à Santoña, en Cantabrie, où il est exilé. Il est réélu en 1914, 1916, 1918, 1919, 1920 et 1923.
En 1922, il fonde le parti indépendantiste « État catalan ». En 1926, après une mauvaise expérience à Moscou où il est allé demander l'aide des autorités soviétiques, il décide de compter uniquement sur sa coalition et organise une incursion armée en Catalogne contre la dictature de Miguel Primo de Rivera depuis la ville française  en Catalogne du Nord de Prats-de-Mollo. L'opération est stoppée par la gendarmerie française, mais lui fait gagner une grande popularité en Catalogne.
Après avoir résidé en exil à Bruxelles durant plusieurs mois, il décide de s'installer en Argentine où il réside pendant un peu plus de six mois.
En octobre 1928, il fonde à La Havane le « Parti séparatiste révolutionnaire de Catalogne » et étudie pour la première fois la possibilité de constituer une république de Catalogne.
À la suite de la chute du dictateur Primo de Rivera en janvier 1930, Macià retourne en Catalogne le 22 février 1931. Le 19 mars, le parti « État catalan » fusionne avec le Parti républicain catalan de Lluís Companys pour former la Gauche républicaine de Catalogne, tout en conservant son autonomie.

### Président de la Généralité
Le 12 avril suivant, les élections municipales entraînent la proclamation deux jours plus tard de la Seconde République espagnole. Macià, dont le parti l'a emporté aux élections dans les grandes villes catalanes, proclame la république de Catalogne depuis le palais de la Généralité à Barcelone. Le 17 avril cependant, au cours d´une réunion à Barcelone avec les ministres Marcelino Domingo, Nicolau d'Olwer et Fernando de los Ríos, sous la présidence de Manuel Azaña, il concrétise l'idée d´une République catalane en utilisant la dénomination de Généralité dont il est président jusqu’à sa mort le 25 décembre 1933.

### Mort

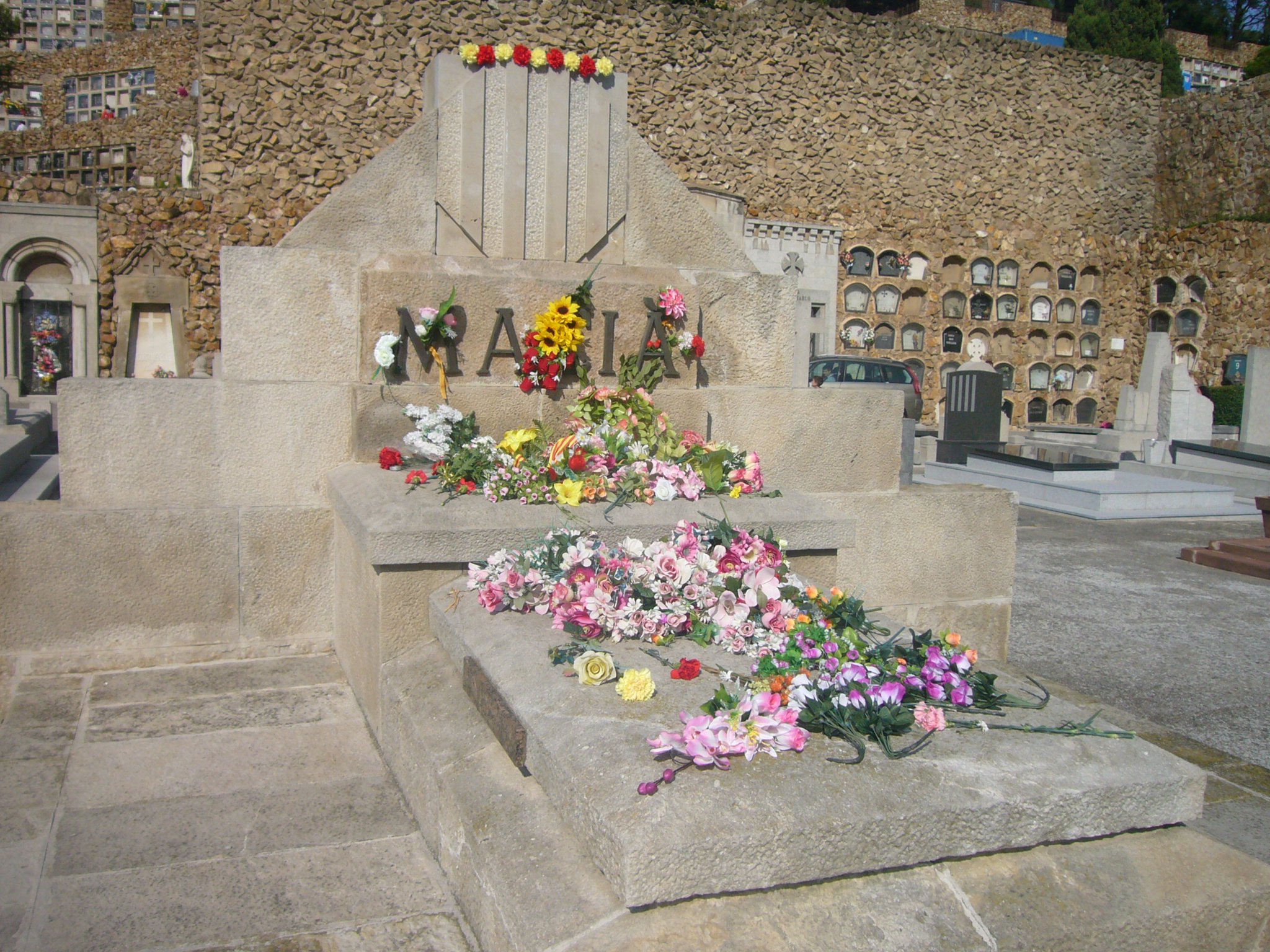
Tombe de Francesc Macià au cimetière de Montjuïc.

L'enterrement de Francesc Macià, appelé affectueusement l'Avi (« le grand-père ») par les Catalans, au cimetière de Montjuïc est l'une des manifestations les plus extraordinaires que l´on ait vues en Catalogne.

## Hommages

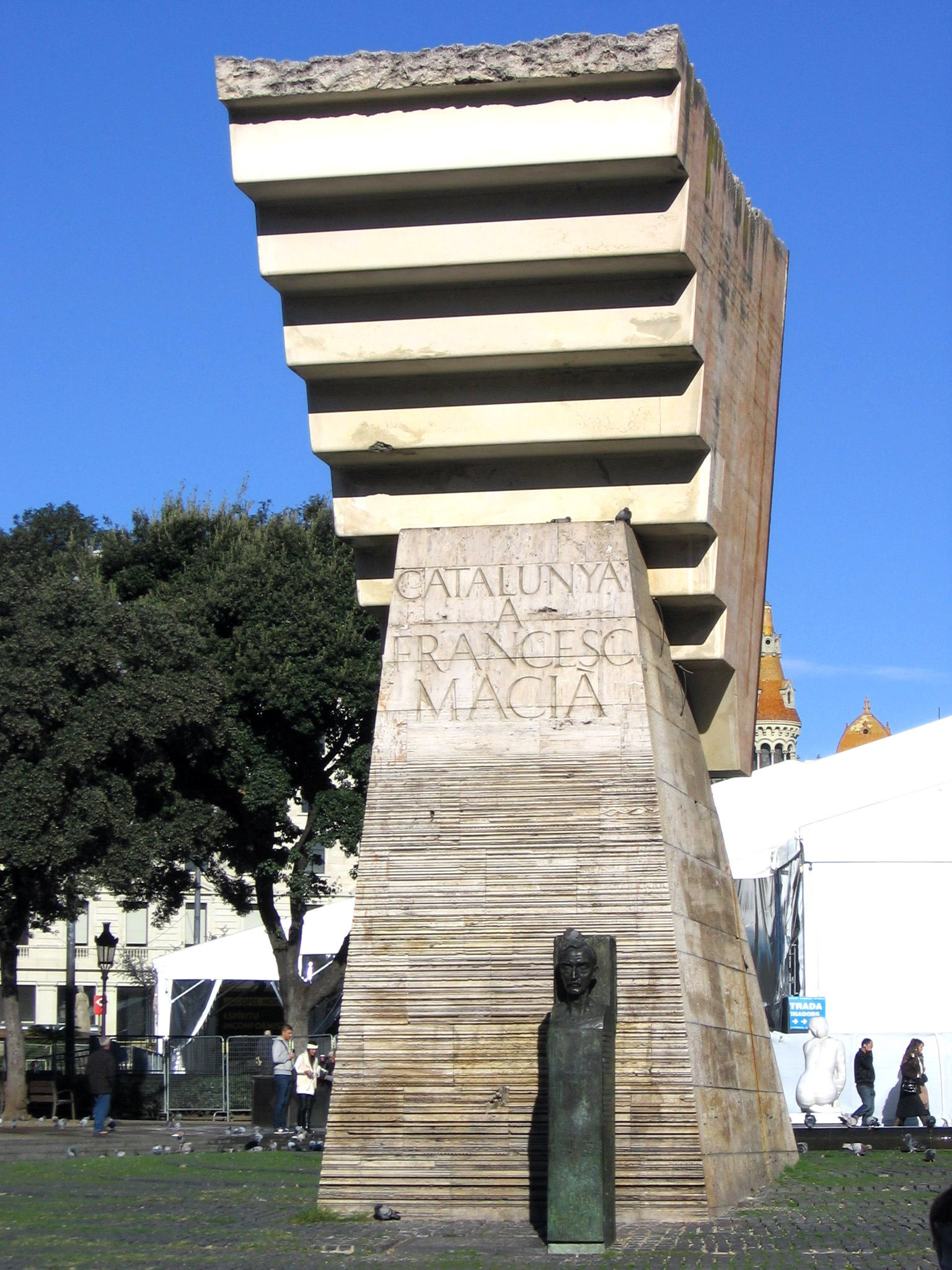
Le « monument au Président Macià » sur la place de Catalogne à Barcelone.

À Barcelone, une place porte son nom et le monument au Président Macià, œuvre de Josep Maria Subirachs, se dresse depuis 1991 sur la place de Catalogne.

## Filmographie
- El coronel Macià de Josep Maria Forn, 2006